# Слем-данк

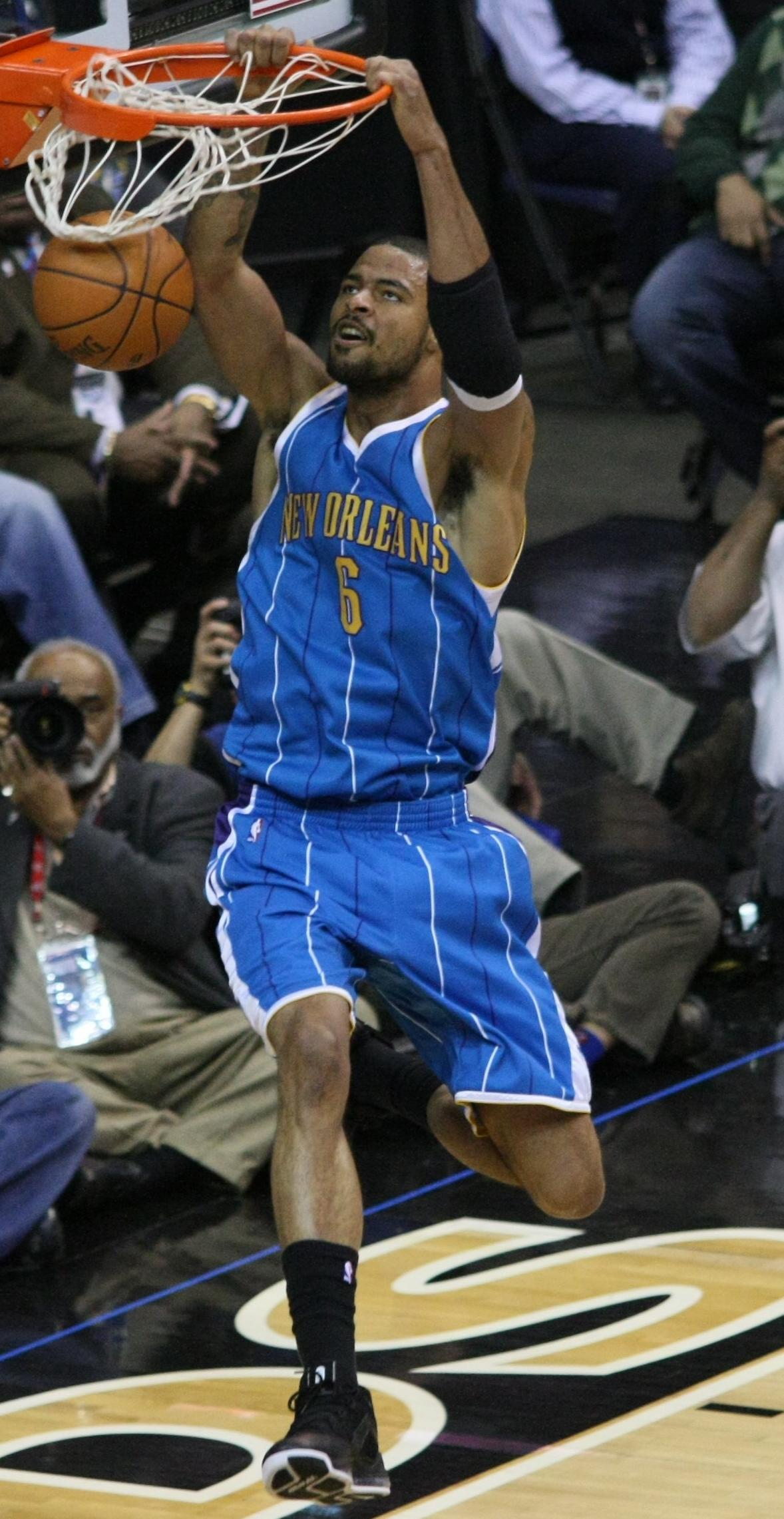
Слем-данк у виконанні Тайсона Чендлера

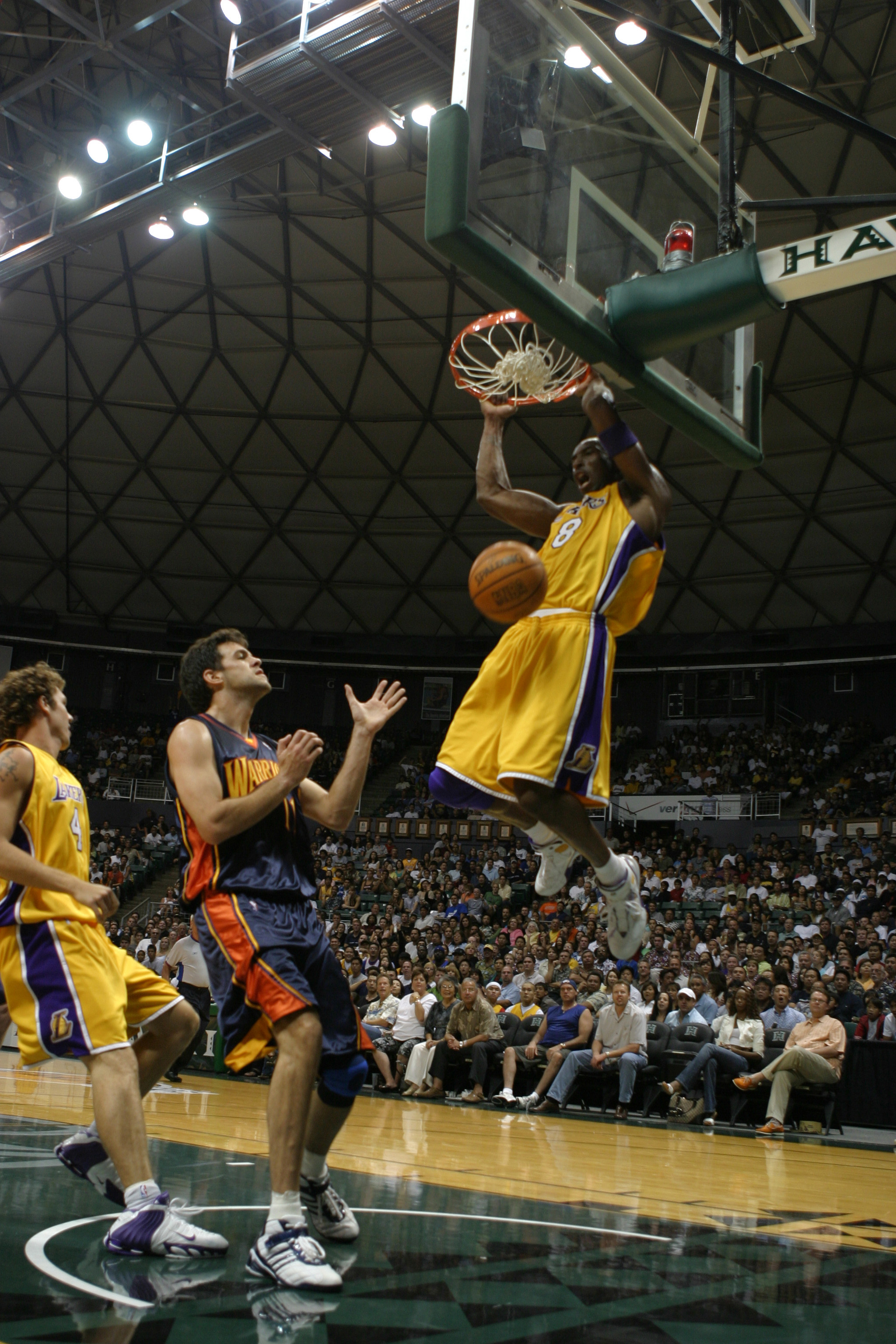
Kobe Bryant

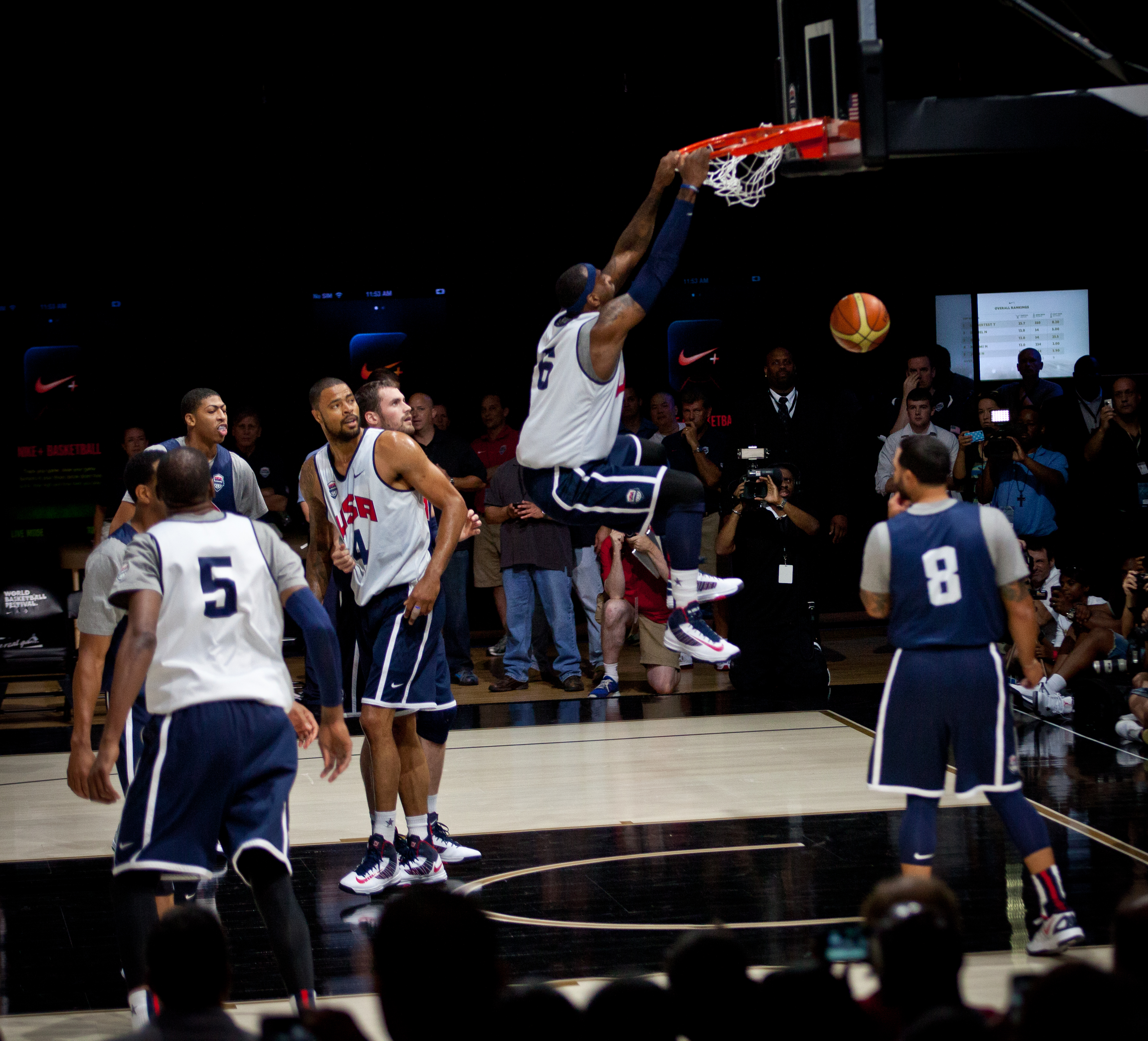
LeBron James 2012

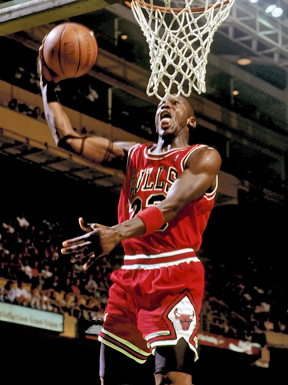
Michael Jordan 1987

Слем-данк (англ.  Slam dunk; тж. dunk, jam, stuff, flush, throw down) — вид кидка в баскетболі (а також стрітболі та слемболі), при якому гравець вистрибує вгору і однією або двома руками кидає м'яч крізь кільце зверху вниз. Такий кидок оцінюється як і звичайний — 2 очки (за винятком слэмбола — в ньому слем-данк зараховується за 3 очки). Термін «слем-данк» вперше вжив коментатор «Лос-Анджелес Лейкерс» Чик Херн. До цього кидок називали dunk shot.
Кидок зверху — один з найнадійніших кидків і в той же час найбільш видовищний. Під час щорічного Матчу всіх зірок НБА проводиться окремий конкурс за кидками зверху. Перший такий конкурс відбувся перед Матчем всіх зірок Американської баскетбольної асоціації (АБА) 1976 р. в Денвері.
З 1967 по 1976 роки кидки зверху у студентській лізі (NCAA) були заборонені. Є думка, що це було зроблено через одного гравця: Лью Алсиндора (зараз відомого як Карім Абдул-Джаббар). Занадто великою була його перевага під кільцем. Цю заборону іноді навіть називають «Правило Лью Алсиндора».

## Основні типи данків
- Звичайний данк однією або двома руками (англ.  One-handed basic dunk, two-handed basic dunk) — найпростіший кидок зверху, який зазвичай використовують невисокі гравці, типу розігруючих, коли прориваються до кільця: наприклад, Кріс Пол з «Лос-Анджелес Кліпперс». Стрибок можна здійснювати і з однією, і з двох ніг.

- Томагавк однією рукою (англ.  One-handed tomahawk) — один з найбільш видовищних слем-данків, особливо якщо виконується невисоким і високо стрибаючим гравцем. Гравець стрибає з двох ніг, заводить м'яч за голову правою (чи лівою) рукою і згинає ноги в колінах, через що створюється враження польоту. Неодноразово виконувався Майклом Джорданом, Леброном Джеймсом, Стівом Френсісом, Алленом Айверсоном, Кобі Брайантом і на Slam Dunk Contest 2007 року Нейтом Робінсоном.

- Томагавк двома руками (англ.  Two-handed tomahawk) — данк дещо складніший за попередній; під час його виконання гравець двома руками заводить м'яч за голову, а потім різко кладе в кільце. Томагавк був одним з улюблених данків Латрелла Спрюелла, також його часто можна побачити у виконанні Дерріка Роуза.

- Зворотний данк або данк на 180° (англ.  Reverse Jam) — те ж саме, що і звичайний данк двома руками, тільки гравець стрибає спиною до кільця. Незважаючи на уявну простоту виконання, його не так просто виконати з-під кільця стоячи на місці, без розбігу.

- Млин (англ.  Windmill) — непростий за виконанням данк, винайдений Домініком Уїлкинсом, але той, хто може його виконати, заслужено вважається відмінним данкером (англ.  Highflyer). Після відштовхування з двох ніг, м'яч пролітає по колу, перпендикулярно підлозі. Після того як Уілкінс завершив кар'єру в НБА «млин» можна було побачити нечасто, але з приходом у лігу в 1998 році Вінса Картера цей данк отримав дуже широке поширення серед баскетболістів і стрітболерів. Так само часто його виконували Кобі Брайант, Джош Сміт, Джей Ар Сміт, Десмонд Мейсон і Леброн Джеймс (причому відштовхуючись з однієї ноги).

- Алей-уп (англ.  Alley Oop) — данк з передачі іншої людини. В залежності від здібностей гравця і ситуації на майданчику може включати в себе всі інші типи данків від звичайних до млинів і 360.

- Селф-уп (англ.  Self Oop) — кидок зверху після накидання самому собі (може включати в себе різні варіанти виконання, як і алей-уп). Часто зустрічається на різних змаганнях за кидками зверху, дуже рідко — в іграх НБА. Селф-уп можна було побачити у виконанні Трейсі Макгреді, коли той виступав за «Орландо Меджік».

- 360 (англ. Three-sixty) — данк після обертання гравця на 360 градусів.

- З-за спини (англ. Behind the back) — баскетболіст перекладає м'яч із однієї руки в іншу за спиною. Виконаний Андре Ігудалою на Slam Dunk Contest 2006 року і Джей Ар Смітом на Slam Dunk Contest 2005 року.

- Кредл (англ.  Cradle, Rock the Cradle «колиска») — данк Майкла Джордана, виконаний ним на Slam Dunk Contest 1985 року, та неодноразово — під час матчів НБА. Цей кидок зверху схожий на «млин», але на відміну від нього, при виконанні цього данка гравець робить круговий рух в іншому напрямку.

- Поміж ніг (англ.  Between the legs) — один з найважчих кидків зверху, єдиний раз в грі НБА був виконаний Ріккі Девісом. До цього на змаганнях за кидками зверху — Айзея Райдер, Кобі Брайантом в 1997 році, Вінсом Картером в 2000 році (з відскоком від підлоги, з допомогою свого двоюрідного брата Трейсі Макгреді). Джеральд Грін виконав цей данк на Slam Dunk Contest 2008

- Даблпамп (англ.  Doublepump) — дуже ефектний і складний кидок зверху, який можна виконувати в двох варіантах: звичайному і з розворотом на 180 градусів (тобто спиною вперед). Виконання першого варіанта може бути обумовлено ігровою ситуацією, коли гравець притискає м'яч до тіла, що уникнути блоку, а потім, пролетівши повз блокуючого, кладе його в кільце. З гравців НБА велику кількість цих кидків зверху можна побачити у Леброна Джеймса і Ріккі Девіса.

- Зі штрафної лінії (англ.  From the free-throw line) — гравець вистрибує зі штрафної лінії, що знаходиться в 4,5 метрів від кільця. Часто виконувався на Slam Dunk Contest, рідше — в іграх НБА, наприклад — Вінсом Картером.

- По лікоть в кільце (англ.  Elbow dunk) — гравець стрибає з двох ніг, як при звичайному данкові, але додатково просовує руку по лікоть в кільце. Також кидок є досить небезпечним, тому що рука може застрягти в кільці. Найвідоміший данк цього типу — виконаний Вінсом Картером на NBA Slam Dunk Contest 2000, але мало хто знає, що його ще в 1998 році зробив на показовому виступі в манільському супермаркеті 19-річний Кобі Брайант під час турне на Філіппінах. Також цей данк виконав Блейк Гріффін в Slam Dunk Contest 2011.

- По плече в кільце (англ.  Shoulder dunk) — данк схожий на попередній, але рука після кидка заходить в кільце аж до пахви. Цей кидок ще травмонебезпечніший, ніж попередній.

- Подвійний млин (англ.  Double Windmill) — данк аналогічний звичайному млинові, але м'яч провертається в вертикальній площині двічі. Унікальний данк виконаний Кадуром Зіані (засновник французької шоу-команди данкерів Slamnation) на одному з показових виступів.

- Млин з обертом на 360 градусів (англ.  Three-sixty windmill) — комбінація двох кидків згори. Став популярним після виконання цього данка Вінсом Картером на NBA Slam Dunk Contest у 2000 році.

- Між ніг з обертом на 360 градусів (англ.  Three-sixty between the legs) — комбінація кидків «між ніг» і «360».

- Млин зі штрафної лінії (англ.  Windmill from the free-throw line) — комбінація двох кидків згори. Складний данк виконаний Джеймсом Уайтом на NCAA Slam Dunk Contest 2006 році.

- Під ногою зі штрафної лінії (англ.  Rider dunk from the free-throw line) — комбінація двох кидків згори. Унікальний данк, виконаний Джеймсом Уайтом під час одного з показових виступів.

- 540 (англ.  Five-Forty) — данк після обороту гравця на 540 градусів. Один з найскладніших кидків, передбачає відштовхування обличчям до кільця, півтора обороту в повітрі і данк спиною до кільця (як при Reverse Slam). Є «коронним данком» Террела Корное aka TDub, учасника шоу-команди данкерів TFB.

- 720 (англ.  Seven-twenty) — данк після обороту гравця на 720 градусів. Унікальний данк, виконаний Туріаном Фонтейном (The Air Up There) на AND1 Mixtape Tour в Х'юстоні в 2006 році[1][2].

## Видатні кидки зверху
Уїлт Чемберлен у 50-ті роки забивав у кільце, підвішене на висоті 12 футів (понад 360 см). Майкл Вілсон (колишній гравець «Гарлем Глоубтроттерс» та Університету Мемфіса) повторив це 1 квітня 2000. Зараз рекорд належить Уйену Кларку, який забив стандартним м'ячем в кільце, розташоване на висоті 12 футів 1 дюйм (368 см).
Вінс Картер на Олімпійських іграх 2000 року забив м'яч зверху, буквально перестрибнувши через французького центрового Фредеріка Вейса зростом 218 см . Французькі ЗМІ назвали це «смертельним данком» («le dunk de la mort»). Картер так само вперше виконав кидок «Honey Dip» («Вмочи в мед») на конкурсі в 2000 році, коли після кидка він повиснув на кільці, зачепившись за нього ліктьовим згином .
Клайд Дрекслер, Майкл Джордан і Скотті Піппен забивали м'яч зверху, відштовхнувшись з-за лінії штрафного кидка, яка розташована в 15 футах (4,57 м) від кільця. На відміну від інших, Уїлт Чемберлен робив це після короткого розбігу в межах кола, з якого виконується штрафний кидок.
Найкращі і найпам'ятніші кидки гравці роблять на конкурсі під час Матчу всіх зірок. Спад Уебб зростом 170 см переміг Домініка Уїлкінса в 1986 році. Майкл Джордан виконував так званий «похилий» кидок, нахиляючись в стрибку під кутом до землі. Глядачі TNT назвали це кидок «кращим кидком всіх часів», поставивши його вище кидка Вінса Картера, коли він у стрибку проніс м'яч під ногою.
На конкурсі 2008 Дуайт Ховард виконав «кидок Супермена». Він одягнув костюм Супермена, навіть пов'язав плащ. Джамир Нельсон викинув м'яч з-за щита, і Ховард в одному стрибку впіймав і вбив його в кільце . Розгорілися суперечки, зараховувати цей кидок. Противники говорили, що його руки у момент кидка не були над кільцем, а захисники — що його руки були вище кільця. Ховард попросив підняти кільце на 12 футів (365 см), але організатори конкурсу відмовилися, пославшись на те, що конкурс повинен проходити в звичайних ігрових умовах.